# Zawjałowo (Kraj Ałtajski)
Zawjałowo (ros. Печмень) – wieś (sieło) w Rosji, w Kraju Ałtajskim, ośrodek administracyjny rejonu zawjałowskiego. W 2010 liczyła 6928 mieszkańców.